# Endiandra
Endiandra é um género botânico pertencente à família Lauraceae.